# Callisto (comics)
Pour les articles homonymes, voir Callisto.
Callisto est une anti-héroïne évoluant dans l'univers Marvel de la maison d'édition Marvel Comics. Créé par le scénariste Chris Claremont et le dessinateur Paul Smith, le personnage de fiction apparaît pour la première fois dans le comic book Uncanny X-Men #169 en mai 1983.
Callisto est la cheffe de la colonie mutante souterraine de New York, les Morlocks, jusqu'à ce qu'elle perde son poste après un duel contre Tornade des X-Men. Tornade quitte ensuite le groupe, sous la garde de Callisto en tant que sa représentante, et les deux forment finalement une alliance difficile. 
Callisto apparaît dans le film X-Men : L'Affrontement final (2006), où son rôle est interprété par l'actrice Dania Ramírez, puis dans Deadpool & Wolverine (2024), interprétée par Chloé Kibble.

## Biographie du personnage

### Origines
La borgne Callisto est l'ancienne reine des Morlocks, un groupe de mutants vivants au sein d'une communauté cachée sous les égouts de Manhattan à New York. Elle perd sa place après voir affronté la X-Woman Tornade en combat singulier, quand celle-ci vient à la rescousse de l'X-Man Angel que Callisto avait enlevé.
Callisto survit au massacre des Morlocks provoqué par l'équipe des Maraudeurs à la solde de Mister Sinistre. Sauvée par Moira MacTaggert, elle devient son garde du corps personnel.

### Parcours
Métamorphosée en beauté par le mutant Masque, Callisto a une liaison avec le X-Man Colossus (quand ce dernier reprend une vie normale après avoir franchi le Seuil du péril avec les autres X-Men), et devient un temps une top-model. Ses relations avec Tornade et le Professeur Xavier sont alors largement améliorées.
Quand on soupçonne Masque d'être mort, Callisto cherche de nouveau l'aide des X-Men ; le frère de Colossus (Mikhail Rasputin) vient de prendre le contrôle des Morlocks dans le but de les emmener dans une autre dimension (où le temps passe plus rapidement) et où ils pourraient vivre calmement. C'est là que naît le groupe Gene Nation
Callisto est la mère adoptive de la mutante Marrow. Toutes les deux tentent de tuer Henry Peter Gyrich (en), sans succès. On la retrouve par la suite gladiatrice dans l'Arène et captive de Masque, modifiée par ce dernier. Elle est sauvée par Tornade.

### Génosha
Plus récemment, on revoit Callisto au côté du Professeur Xavier et de Magnéto sur l'île de Génosha, où les deux anciens ennemis comptent rebâtir la nation.
Callisto perd ses pouvoirs mutants lors du M-Day provoqué par la Sorcière rouge. Quand le frère de la Sorcière rouge, Vif-Argent, arrive sur l'île avec un échantillon de brumes tératogènes des Inhumains, Callisto accepte son offre et récupère ses pouvoirs sensitifs, mais sans aucun contrôle (la pluie sur la peau lui faisant subir le martyr) ; elle tombe dans le coma. Magnéto l’emmène plus tard dans un hôpital, où les effets des brumes disparaissent.
Après un court passage au sein du groupe terroriste X-Cell qui tient le gouvernement responsable de la Décimation, Callisto retrouve sa protégée Marrow et les deux femmes retournent se cacher dans les égouts.

## Pouvoirs et capacités
Callisto utilise fréquemment des couteaux et diverses lames. Elle est vêtue d'un gilet de cuir noir qui représente son statut de cheffe des Morlocks. Lorsqu'elle perdit son rôle de leader au profit de Tornade, c'est cette dernière qui récupéra sa veste.
En complément de ses pouvoirs, Callisto est une leader et une pisteuse née. Elle est douée dans pratiquement toutes les formes de combat au corps à corps.
- Callisto possède une vision nocturne. Ses autres sens sont aussi plus développés que ceux d'un être humain.
- Elle possède une agilité remarquable.
- Masque a fait muter ses bras en tentacules verdâtres.

À la suite du M-Day, elle n'est plus une mutante et ses bras sont redevenus normaux.

## Apparitions dans d'autres médias

### Cinéma
Dans le film X-Men : L'Affrontement final (2006) de Brett Ratner, le rôle de Callisto est tenu par la comédienne d'origine dominicaine Dania Ramírez.
Dans ce film, Callisto porte le symbole Omega tatoué sur la poitrine et le visage. Elle est membre d’un groupe de parias mutants (dont elle ne semble être le leader qu'à partir du milieu du film) vivant dans un réseau souterrain qui s’étend à travers tout le pays. 
- Elle possède cinq sens sur-développés (sa vue, son ouïe, son odorat, son toucher et son goût) grâce auxquels elle est devenue une chasseuse et pisteuse hors du commun.
- Elle a également la capacité à détecter l’énergie électrique à plusieurs kilomètres de distance, elle repère la présence d’autres mutants en utilisant leur projection énergétique (à l'instar du Professeur Xavier avec l'aide du Cerebro), allant jusqu'à les classer en fonction de l'étendue de leurs pouvoirs.
- Elle possède aussi la capacité de se déplacer très rapidement.

De la même manière, la version du personnage interprétée par Chloé Kibble dans Deadpool & Wolverine (2024), est une reconstitution exacte de la version précédemment interprétée par Dania Ramírez, 18 ans plutôt ,avec les mêmes tatouages, les mêmes super-pouvoirs et une apparence pratiquement identique. Cette nouvelle Callisto est présentée comme un "variant" plus jeune de la version filmique de la Fox  à l'instar des autres Mauvais Mutants à ses côtés (Lady Deathstrike, le Crapaud, Azazel, le Fléau...), tous des variants rajeunis des antagonistes des précédents films.